# Epsilon Sagittae
Epsilon Sagittae (4 Sagittae) é uma estrela na direção da constelação de Sagitta. Possui uma ascensão reta de 19h 37m 17.38s e uma declinação de +16° 27′ 46.0″. Sua magnitude aparente é igual a 5.67. Considerando sua distância de 473 anos-luz em relação à Terra, sua magnitude absoluta é igual a −0.14. Pertence à classe espectral G8IIIvar.